# NoViolet Bulawayo
NoViolet Bulawayo, pseudonym för Elizabeth Zandile Tshele, född 12 oktober 1981 i distriktet Tsholotsho i Matabeleland North, är en zimbabwisk författare. Hon tilldelades 2011 Cainepriset för sin novell Hitting Budapest, som handlar om ett svältande ungdomsgäng i en kåkstad i Zimbabwe. Novellen publicerades första gången i The Boston Review 2010.
Bulawayo är född och uppvuxen i Zimbabwe, men har bott i USA sedan 1999. Hon är verksam som lärare i engelska vid Cornell University i Ithaca, New York, där hon 2011 blev Master of Fine Arts.

## Priser och utmärkelser (urval)
- 2011 – Cainepriset för Hitting Budapest
- 2013 – Bookerpriset, shortlist för We Need New Names
- 2014 – Hemingway Foundation/PEN Award för We Need New Names[5][6]